# Toon Marty
Toon Marty est une série télévisée d'animation canadienne en vingt épisodes de 22 minutes créée par Frédérick Wolfe, Robin Balzano, Paul Stoica et Pascale Beaulieu, et diffusée entre le 1er et le 26 mai 2017 sur Télétoon.
En France, elle est diffusée du 1er mai 2017 au 3 novembre 2017 sur Nickelodeon, puis sur France 4 dans le cadre de l'émission Les Minikeums depuis le 12 février 2018. En Belgique, elle est rediffusée sur La Trois à partir du 6 juin 2017.

## Synopsis
La série suit les aventures d'un enfant prénommée Marty, la mascotte de ToonMarty qui devient vivante lorsqu'un panneau d'affichage est touché par une foudre. Ensemble, lui et son meilleur ami Burnie s'amusent à Toonville sous la supervision du patron de Marty, Jack.

## Personnages

### Personnages principaux
- Marty est la mascotte du Toon Marché.
- Burnie est le meilleur ami de Marty.
- Holly est le robot bleu féminin.
- Jack est le patron.

### Personnages récurrents
- Suki est l'intérêt amoureux de Marty. Elle a des cheveux bleu foncé avec des mèches bleues et des yeux bleus.
- Carly est un chaton blanc et mignon.
- Burnatron est le père de Burnie.
- Super Simon est un super-héros qui sauve Toonville.
- Chef et Poulet sont deux ennemis qui font que des courses poursuites. Le chef n'arrive pas à attraper Poulet.
- Hobo Jeb est un méchant singe.
- Griselda est une sorcière.
- Lenny est un banc.
- Dr Je sais tout est un singe médecin, celle qui diagnostique les habitants de Toonville.

## Distribution

### Voix originales
- Brian Froud : Marty
- Mike Patterson : Burnie
- Holly Gauthier-Frankel : Holly
- Brett Schaenfield : Jack
- Erin Agostino : Suki
- Stacey DePass : Dr Je Sais Tout (VO : Dr Smarty Pants)

### Voix québécoises
- Christian Bégin : Marty
- Normand D'Amour : Burnie
- Louis-Philippe Dandenault : Jack
- Michèle Lituac : Holly
- Bruno Marcil : Burnatron
- Catherine Proulx-Lemay : Suki
- Nicholas Savard L'Herbier : Super Simon

 Source et légende : version québécoise (VQ) sur Doublage.qc.ca

## Fiche technique
- Basé sur une idée originale par Robin Balzano, Pascale Beaulieu, Philippe Daigle, Stéphanie Larrue, Alexis Rondeau, Paul Stoica, Claudine Vézina, Frédérick Wolfe
- Développées par : Pascale Beaulieu, Robin Balzano, Paul Stoica, Frédérick Wolfe
- Réalisation : Sean Scott
- Scénario : Dan Williams, Sean Scott, Heidi Foss, Paul Stoica, Doug Hadders, Adam Rotstein, John Hazlett, Kevin Shustack, Anne-Marie Perrotta, Penelope Laurence, Lisa Hunter, Shane Simmons, Gerald Lewis, Tean Schultz, Sean Kalb, Lienne Sawatsky, Stephen Senders, James Braithwaite, Dave Diaz
- Format vidéo : HDTV 1080i
- Format audio : Stéréo
- Langue : Anglais, Français, Allemand, Grec, Belgique, Hébreu

## Épisodes
| Saison | Saison | Épisodes | Canada          | Canada        | France          | France          |
| Saison | Saison | Épisodes | Début de saison | Fin de saison | Début de saison | Fin de saison   |
| ------ | ------ | -------- | --------------- | ------------- | --------------- | --------------- |
|        | 1      | 20       | 1er mai 2017    | 26 mai 2017   | 1er mai 2017    | 3 novembre 2017 |

| N° | #   | Titre français                  | Titre original                    | Diffusion française | Diffusion originale |
| -- | --- | ------------------------------- | --------------------------------- | ------------------- | ------------------- |
| 1  | 1a  | Père et vice                    | Moonlighting Marty                | 1er mai 2017        | 1er mai 2017        |
| 1  | 1b  | La guerre des gaufres           | Awful Waffle                      | 1er mai 2017        | 1er mai 2017        |
| 2  | 2a  | Les mecs                        | Billboard Boy                     | 9 mai 2017          | 2 mai 2017          |
| 2  | 2b  | Petit papa Marty                | Marty's Zit                       | 2 mai 2017          | 2 mai 2017          |
| 3  | 3a  | Pas de fumée sans Marty         | Where There's Smoke There's Marty | 3 mai 2017          | 3 mai 2017          |
| 3  | 3b  | Fricassé de poulet              | Chicken Fricassee                 | 4 mai 2017          | 3 mai 2017          |
| 4  | 4a  | Tout un bateau                  | Toonsgiving Day Parade            | 4 mai 2017          | 4 mai 2017          |
| 4  | 4b  | Repose en pièces                | Rest in Pieces                    | 5 mai 2017          | 4 mai 2017          |
| 5  | 5a  | Le jour de la mascotte          | The No-Toon Bro Zone              | 2 mai 2017          | 5 mai 2017          |
| 5  | 5b  | Touché !                        | You're It!                        | 9 mai 2017          | 5 mai 2017          |
| 6  | 6a  | Rage de sucre                   | Candy Cute                        | 10 mai 2017         | 8 mai 2017          |
| 6  | 6b  | Gare au loup                    | Were-Poodle                       | 11 mai 2017         | 8 mai 2017          |
| 7  | 7a  | 15 minutes pour sauver le monde | 15 Minutes to Save the World      | 8 mai 2017          | 9 mai 2017          |
| 7  | 7b  | Pièces détachées                | Spare Parts                       | 11 mai 2017         | 9 mai 2017          |
| 8  | 8a  | L'habit fait le super-héros     | The Suit Makes the Super Hero     | 3 mai 2017          | 10 mai 2017         |
| 8  | 8b  | Marty l'illuminé                | Marty's Bright Idea               | 10 mai 2017         | 10 mai 2017         |
| 9  | 9a  | Le barbier de Toonville         | The Barber of Toonville           | 5 mai 2017          | 11 mai 2017         |
| 9  | 9b  | Pomme d'avis                    | The Choice Apple                  | 12 mai 2017         | 11 mai 2017         |
| 10 | 10a | Marty le scout                  | Toonscout Marty                   | 25 octobre 2017     | 12 mai 2017         |
| 10 | 10b | Piles incluses                  | Batteries Included                | 8 mai 2017          | 12 mai 2017         |
| 11 | 11a | Les fantômes du débarras        | Toon-Derworld                     | 23 octobre 2017     | 15 mai 2017         |
| 11 | 11b | Burnie des cavernes             | Cavetoon Fever                    | 24 octobre 2017     | 15 mai 2017         |
| 12 | 12a | Vie de chien                    | ToonMart Mutt                     | 12 mai 2017         | 16 mai 2017         |
| 12 | 12b | Le bain toonbillon              | Hot Tub Toon Machine              | 23 octobre 2017     | 16 mai 2017         |
| 13 | 13a | La sorcière mal-aimée           | How Marty Got His Toon Back       | 30 octobre 2017     | 17 mai 2017         |
| 13 | 13b | Des mots plein la tête          | Marty's Exploding Head            | 30 octobre 2017     | 17 mai 2017         |
| 14 | 14a | La vraie nature de Jack         | Jack: Stunt Mole                  | 25 octobre 2017     | 18 mai 2017         |
| 14 | 14b | Chien malgré lui                | The Dogcatchers                   | 31 octobre 2017     | 18 mai 2017         |
| 15 | 15a | Burnie l'insensé                | Senseless Burnie                  | 2 novembre 2017     | 19 mai 2017         |
| 15 | 15b | Rôti de Marty                   | Chef and the Marty Show           | 27 octobre 2017     | 19 mai 2017         |
| 16 | 16a | L'histoire d'Holly              | The Holly Story                   | 1er novembre 2017   | 22 mai 2017         |
| 16 | 16b | Psycho Marty                    | Psych-O-Marty                     | 1er novembre 2017   | 22 mai 2017         |
| 17 | 17a | Jamais toon sans toi            | A Friend Too Close                | 24 octobre 2017     | 23 mai 2017         |
| 17 | 17b | A suivre                        | To Be Continued                   | 3 novembre 2017     | 23 mai 2017         |
| 18 | 18a | Fête entrefaite                 | Birthday Boy                      | 31 octobre 2017     | 24 mai 2017         |
| 18 | 18b | Marty le monstre                | Marty the Monster                 | 26 octobre 2017     | 24 mai 2017         |
| 19 | 19a | Sourire en or                   | You Can't Hand the Tooth          | 26 octobre 2017     | 25 mai 2017         |
| 19 | 19b | Le Chapeau fait le toon         | The Hat That Makes the Toon       | 3 novembre 2017     | 25 mai 2017         |
| 20 | 20a | Le Thème de Marty               | Marty's Theme                     | 2 novembre 2017     | 26 mai 2017         |
| 20 | 20b | L'agent logique                 | Logic Police                      | 27 octobre 2017     | 26 mai 2017         |